# Leptophis depressirostris
Leptophis depressirostris — вид змій родини вужеві (Colubridae). Вид зустрічається у дощових лісах від Нікарагуа до Перу. Тіло оливково-зеленого забарвлення та сягає 115 см завдовжки.